# Lukas Mathies
Lukas Mathies (Schruns, 15 marzo 1991) è un ex snowboarder austriaco.

## Biografia
Specialista di gigante parallelo e slalom parallelo, ha esordito in Coppa del Mondo di snowboard il 6 gennaio 2009 a Kreischberg, in Austria. Ha ottenuto la sua prima vittoria il 18 gennaio 2014 a Rogla, in Slovenia.

Nel 2014 ha conquistato la Coppa del Mondo di parallelo e quella di specialità del gigante parallelo.

## Palmarès

### Mondiali juniores
- 3 medaglie:
  - 1 oro (slalom parallelo a Valmalenco 2011)
  - 2 argenti (slalom gigante parallelo a Valmalenco 2008; slalom gigante parallelo a Valmalenco 2011)

### Festival olimpico della gioventù europea
- 2 medaglie:
  - 1 oro (slalom gigante a Jaca 2007)
  - 1 argento (slalom gigante parallelo a Jaca 2007)

### Coppa del Mondo
- Vincitore della Coppa del Mondo di parallelo nel 2014
- Vincitore della Coppa del Mondo di slalom gigante parallelo nel 2014
- Miglior piazzamento nella classifica generale: 69º nel 2011
- Miglior piazzamento nella Coppa del Mondo di slalom parallelo: 3º nel 2014
- Miglior piazzamento nella Coppa del Mondo di snowboard cross: 83º nel 2010
- 8 podi:
  - 2 vittorie
  - 4 secondi posti
  - 2 terzi posti

#### Coppa del Mondo - vittorie
| Data            | Luogo      | Paese    | Disciplina |
| --------------- | ---------- | -------- | ---------- |
| 18 gennaio 2014 | Rogla      | Slovenia | PGS        |
| 23 marzo 2019   | Winterberg | Germania | PSL        |

Legenda:

PGS = Slalom gigante parallelo

PSL = Slalom parallelo